# Тремонт Тауншип (округ Скайлкілл, Пенсільванія)
Тремонт Тауншип (англ. Tremont Township) — селище (англ. township) в США, в окрузі Скайлкілл штату Пенсільванія. Населення — 283 особи (2020).

## Демографія
Згідно з переписом 2010 року, у селищі мешкало 280 осіб у 121 домогосподарстві у складі 84 родин. Було 127 помешкань
Расовий склад населення:
| - 99,3 % — білих - 0,4 % — азіатів |

До двох чи більше рас належало 0,0 %. Частка іспаномовних становила 1,1 % від усіх жителів.
За віковим діапазоном населення розподілялося таким чином: 17,9 % — особи молодші 18 років, 66,7 % — особи у віці 18—64 років, 15,4 % — особи у віці 65 років та старші. Медіана віку мешканця становила 42,4 року. На 100 осіб жіночої статі у селищі припадало 110,5 чоловіків;  на 100 жінок у віці від 18 років та старших — 100,0 чоловіків також старших 18 років.
Середній дохід на одне домашнє господарство  становив 64 385 доларів США (медіана — 49 375), а середній дохід на одну сім'ю — 71 864 долари (медіана — 56 667). Медіана доходів становила 39 531 долар для чоловіків та 27 000 доларів для жінок. За межею бідності перебувало 15,4 % осіб, у тому числі 26,3 % дітей у віці до 18 років та 10,2 % осіб у віці 65 років та старших.
Цивільне працевлаштоване населення становило 127 осіб. Основні галузі зайнятості: освіта, охорона здоров'я та соціальна допомога — 25,2 %, виробництво — 19,7 %, роздрібна торгівля — 12,6 %, транспорт — 10,2 %.